# Florian Zeller

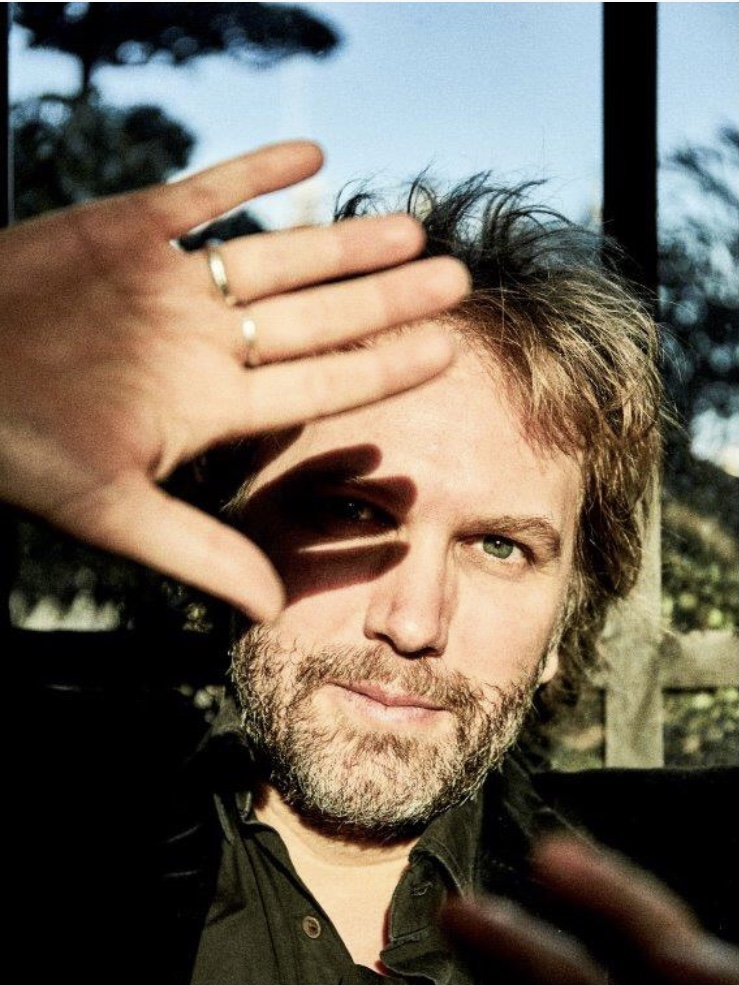
Florian Zeller (2021)

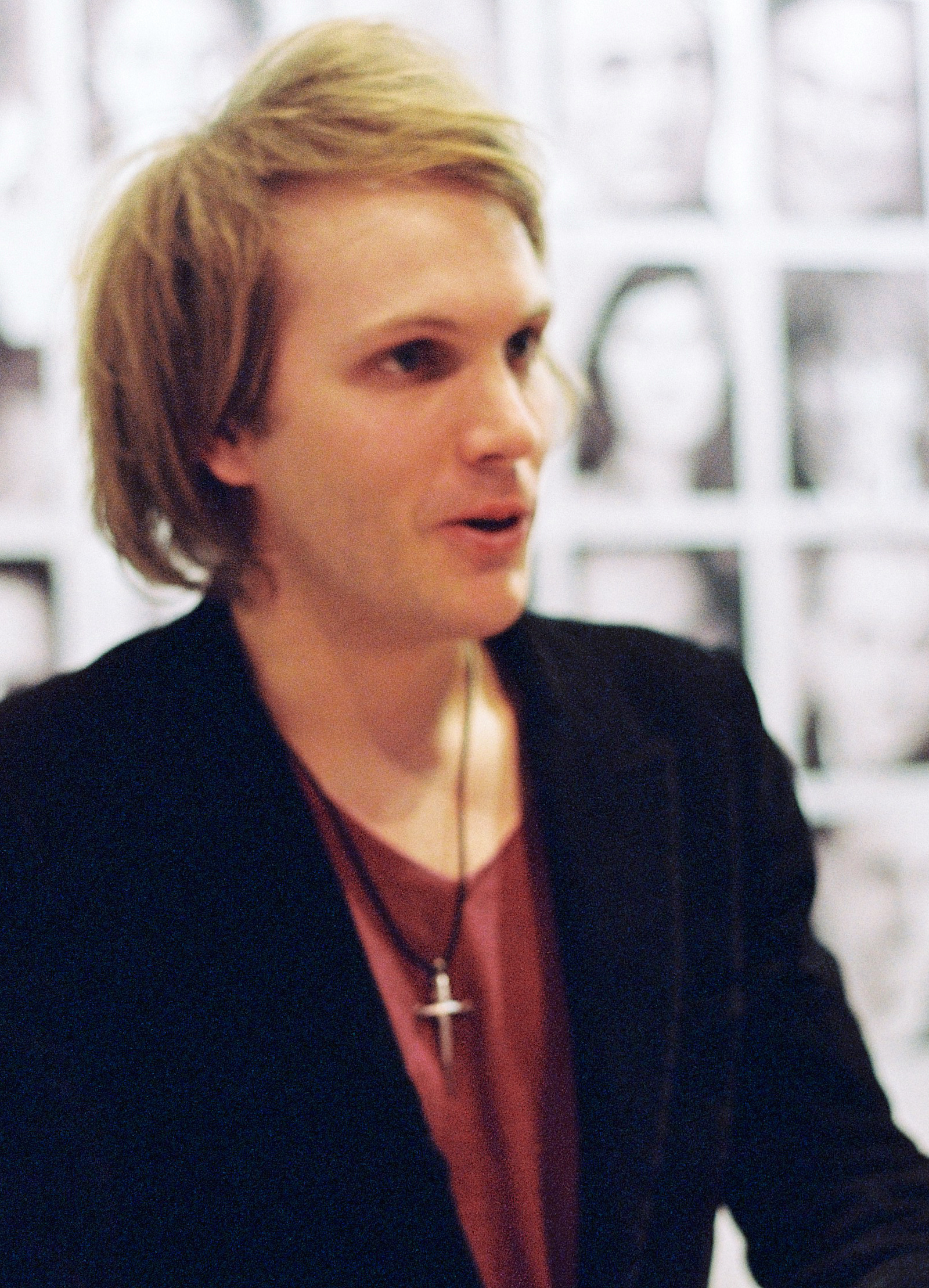
Florian Zeller (2009)

Florian Zeller (* 28. Juni 1979 in Paris) ist ein französischer Schriftsteller und Regisseur, der über seine Großmutter auch Schweizer Wurzeln sowie einen Schweizer Pass hat. Seine Werke wurden in zahlreiche Sprachen übersetzt.

## Leben
Florian Zeller studierte am Institut d’études politiques de Paris und ist dort inzwischen Professor für Literatur. Er veröffentlichte 2002 seinen ersten Roman Neiges artificielles, der mit dem Prix de la fondation Hachette ausgezeichnet wurde. 2004 gewann er den Prix Interallié für seinen Roman La Fascination du Pire.
Auch wenn er zunächst durch seine Romane bekannt wurde, entwickelte sich Zeller schnell zu einem renommierten Dramatiker. Laut dem französischen Wochenmagazin L’Express ist er „der beste französische Dramatiker, zusammen mit Yasmina Reza“, und laut der britischen Tageszeitung The Guardian „der spannendste Dramatiker unserer Zeit“. Er ist einer der meistaufgeführten zeitgenössischen französischen Dramatiker.
2020 führte er Regie bei seinem ersten Spielfilm, The Father, nach seinem Theaterstück Der Vater, mit Anthony Hopkins und Olivia Colman in den Hauptrollen. Für das gemeinsam mit Christopher Hampton geschriebene Drehbuch wurde er mit dem Oscar ausgezeichnet. Im Sommer 2021 wurde Zeller Mitglied der Academy of Motion Picture Arts and Sciences.
Im Jahr 2022 erhielt Zeller für seinen zweiten Spielfilm The Son eine Einladung in den Wettbewerb der 79. Filmfestspiele von Venedig. Dabei handelt es sich ebenfalls um die Adaption eines gleichnamigen Theaterstücks von ihm.
Florian Zeller ist seit 2010 mit der Schauspielerin Marine Delterme verheiratet. Aus der Verbindung entstammt ein Sohn (* 2008).

## Theaterstücke
- 2010: Die Mutter (La Mère). Uraufführung am 24. September 2010; Théâtre de Paris, Paris.[9][10]
- 2011: Die Wahrheit (La vérité). Uraufführung am 19. Januar 2011; Théâtre Montparnasse, Paris.[11] Die Komödie über Ehelügen wurde in Hamburg im St. Pauli Theater von Ulrich Waller mit Herbert Knaup herausgebracht.
- 2012: Der Vater (Le Père). Uraufführung am 20. September 2012; Théâtre Hébertot, Paris.
- 2013: Eine Stunde Ruhe. Uraufführung am 24. Februar 2013; Théâtre Antoine, Paris.
- 2014: Die Lüge (Le mensonge).
- 2016: Hinter der Fassade / Die Kehrseite der Medaille (L'Envers du décor).
- 2018: The Height of the Storm, Uraufführung am 9. Oktober 2018; Wyndham’s Theatre, London
- 2018: Der Sohn (Le Fils), Uraufführung Februar 2018, Comédie des Champs-Élysées

## Filmografie
- 2014: Nur eine Stunde Ruhe!, Drehbuch
- 2020: The Father, Regie und Drehbuch
- 2022: The Son, Regie und Drehbuch

## Auszeichnungen (Auswahl)
Oscar
- 2021: Auszeichnung in der Kategorie Bestes adaptiertes Drehbuch für The Father

Europäischer Filmpreis
- 2021: Auszeichnung in der Kategorie Bestes Drehbuch für Father[12]